# Пономарёва, Валентина Леонидовна
Валенти́на Леони́довна Пономарёва (Ковале́вская) (18 сентября 1933, Москва, РСФСР, СССР — 8 ноября 2023, Москва, Россия) — советская лётчица, инженер, учёная, космонавт-испытатель (женская группа космонавтов ВВС). Член отряда космонавтов (1962—1969), полковник-инженер, кандидат технических наук (1974).

## Биография
Родилась 18 сентября 1933 года в Москве в семье служащих. Отец — Ковалевский Леонид Иванович (1905—1985), работал инженером в БК «Союз». Мать — Вишнякова Раиса Ивановна (1912—1995), работала конструктором ЦИАМ.
Окончила женскую среднюю школу № 156 в Москве с золотой медалью в 1951 году. Во время учёбы в десятом классе записалась в парашютный кружок. Поступив в МИФИ, в том же году перевелась в МАИ, закончив его в 1957 году по специальности «инженер-механик ЖРД». После окончания института по распределению попала в ОКБ-1, но по семейным обстоятельствам перераспределилась в Отделение прикладной математики АН СССР на должность лаборанта, потом стала инженером. В ноябре 1963 года поступила на инженерный факультет адъюнктуры ВВИА им. Жуковского.
В 1951 году в 4-м городском аэроклубе при МАИ освоила самолёт По-2. Затем с 1952 года занималась в Центральном аэроклубе им. В. П. Чкалова в Тушине, где освоила самолёт Як-18. Затем приобрела навыки полёта на реактивном истребителе МиГ-15. В 1956 году принимала участие в авиационном параде в Тушино. Через год принимала участие во Всесоюзных соревнованиях по самолётному спорту.
В марте 1962 года прошла стационарное медицинское обследование в Центральном научно-исследовательском авиационном госпитале. На состоявшемся в конце марта в ЦВНИАГ заседании комиссии по отбору космонавток была рекомендована в космонавты-слушатели. Зачислена на должность слушателя-космонавта 2-го отряда ЦПК ВВС приказом Главкома ВВС № 92 от 3 апреля 1962 года, после чего была призвана на военную службу.
C января по 25 мая 1963 года готовилась к полёту на космическом корабле «Восток-6» по программе женского полёта в составе группы вместе с Валентиной Терешковой, Ириной Соловьёвой, Татьяной Кузнецовой и Жанной Ёркиной. Пономарёва была единственной лётчицей в составе окончательной пятёрки космонавток, прошедших отбор к полёту, остальные участницы группы были парашютистками. 10 мая 1963 года была назначена вторым дублёром В. Терешковой.
Доктор медицинских наук, профессор В. И. Яздовский, отвечавший в тот период за медицинское обеспечение советской космической программы, в своих мемуарах писал, что Пономарёва имела самые подходящие физические данные для полёта:

После выполнения программы подготовки и тренировки отобранных женщин — кандидатов в космонавты было проведено их полное медицинское и физиологическое обследование. По результатам медицинского обследования и теоретической подготовленности женщин-кандидатов в космонавты была определена следующая последовательность допуска к космическому полёту: 1. Пономарёва Валентина; 2. Соловьёва Ирина; 3. Кузнецова Татьяна; 4. Сергейчик Жанна; 5. Терешкова Валентина.

Из воспоминаний генерала Каманина: 29 ноября 1962...."Пономарева всю подготовку прошла очень ровно с оценкой «хорошо», а по теории у нее все 5, кроме одной 4. По здоровью и подготовленности Пономарева могла бы быть 1-м кандидатом на полет, но ее поведение и разговоры дают основание сделать вывод, что в моральном плане она неустойчива. Пономарева часто повторяет: «Я хочу брать от жизни все». Терешковой она заявила: «Тебя безвозвратно испортили комсомол и партия», — это в ответ на попытки Терешковой (как старшей в группе) посоветовать ей вести себя поскромнее. Она злоупотребляет именем Келдыша: «У меня сильная рука, первой полечу я». Пономарева покуривает: «Каждая приличная дама должна курить». В Феодосии она несколько раз самовольно уезжала в город.
С мая 1965 по май 1966 года проходила подготовку в качестве выходящего второго пилота для 10—15-дневного полёта летом 1966 года на корабле «Восход-4» с первым выходом в открытый космос женщины. Изначально командиром полёта был назначен П. Попович, а затем стал планироваться чисто женский экипаж во главе с И. Соловьёвой. Полёт был отменён в связи с закрытием программы «Восход».
Была отчислена из отряда 1 октября 1969 года приказом Главкома ВВС № 945 в связи с расформированием женской группы космонавтов.
С 1 октября 1969 по 14 мая 1988 года работала в Центре подготовки космонавтов на разных должностях: старший научный сотрудник (с.н.с.) 3-го научно-исследовательского и методического отдела (НИМО) подготовки космонавтов, где преподавала слушателям-космонавтам динамику космического полёта, с.н.с. 3-й лаборатории 1-го НИИ ЦПК, с.н.с. 1-й лаборатории НИМО ЦПК, с.н.с. 1-й лаборатории 2-го отдела ЦПК. С сентября 1988 года работала в Институте истории естествознания и техники АН СССР (ныне РАН) на должности с.н.с в Комиссии по разработке научного наследия и развитию идей К. Э. Циолковского.
Защитила диссертацию на соискание учёной степени кандидата технических наук в НИИ-45 МО (ныне ЦНИИ им. акад. А. Н. Крылова) в 1974 году.
Участвовала в лыжной экспедиции к Земле Франца-Иосифа в составе женской команды «Метелица».
Также с 2006 года руководила группой истории космонавтики в Институте истории естествознания и техники РАН. Является автором книг «История создания Центра подготовки космонавтов», «Неоткрытый космос», «Женское лицо космоса» и публикаций.
Действительный член Российской академии космонавтики им. К. Э. Циолковского.
Скончалась 8 ноября 2023 года в Москве, на 91-м году жизни. Прощание состоялось 11 ноября в Доме космонавтов Звёздного городка. Похоронена на кладбище деревни Леониха.

## Семья
Муж с 1956 по 1992 год — Юрий Анатольевич Пономарёв (1932—2005), космонавт-испытатель, мастер спорта СССР по высшему пилотажу. Сыновья  — Пономарёв Александр Юрьевич (род. 1958) и Пономарёв Кирилл Юрьевич (род. 1970).

## Награды
- орден Трудового Красного Знамени
- медаль «За доблестный труд. В ознаменование 100-летия со дня рождения Владимира Ильича Ленина»
- ряд юбилейных медалей СССР
- медаль «За безупречную службу» 3 степени
- памятная медаль «50 лет космонавтике» (КПРФ, 2013)[7]